# Glenn Mossop
Glenn Christopher Stephenson Mossop, född 13 maj 1951 i Calgary, Kanada, är en svensk-kanadensisk pianist och dirigent.
Mossop avlade en Bachelor of Arts 1971 i Calgary och en Bachelor of Music där 1975. Han studerade vid Kungliga Musikhögskolan i Stockholm och avlade diplomexamen i dirigering 1982. I Kanada studerade han piano för Gladys Egbert, Boris Roubakine, Willard Schultz, och Leonard Isaacs samt kördirigering för Kenneth Nielsen. I Stockholm hade han Stig Westerberg, Siegfried Naumann, och Jorma Panula som lärare i dirigering. Han debuterade som dirigent i Sverige 1979 och har varit gästdirigent i Kungliga Filharmonikerna och Sveriges Radios symfoniorkester, turnerat i Tjeckoslovakien med Örebro kammarorkester och dirigerat Folkoperan vid festivalen i Edinburgh. Glenn Mossops dirigentdebut i Kanada skedde 1981 med Calgary Philharmonic.
Mossop var tillförordnad director musices vid Lunds universitet 2005–2006.
Glenn Mossop är son till organisten och dirigenten Cyril Mossop (1910–1994) och bror till violinisten Elaine Mossop Sargous.
Glenn Mossop var under åren 2005-2009 chefsdirigent för Symfoniorkestern Pro Musica i Stockholm. Han är sedan 2005 dirigent för Stockholms ungdomssymfoniorkester.